# Max Bulla
Maximillian Bulla, detto Max (Vienna, 26 settembre 1905 – Pitten, 1º marzo 1990), è stato un ciclista su strada austriaco.
Professionista dal 1926 al 1949, vinse il Meisterschaft von Zürich nel 1931 e primo vincitore del Tour de Suisse nel 1933 e ottenne, inoltre, vittorie di tappa sia al Tour de France che alla Vuelta a España.

## Carriera
Dopo aver vinto due campionati nazionali consecutivi (1926 e 1927), Bulla decise di cimentarsi nel grande ciclismo cominciando a partecipare a quelle grandi corse che non poteva trovare in patria.
Dapprima partecipò alle gare nella vicina Germania ottenendo buoni risultati, fu ottavo al Giro di Colonia e undicesimo al Giro di Francoforte nel 1928. Quell'anno partecipò anche ai campionati del mondo che chiuse al sesto posto. Nel 1929 fu secondo al Giro d'Ungheria e ottavo ai mondiali.
Nel 1930 ottenne un terzo posto nel Gran Premio del Centenario, corsa che da Torino portava a Bruxelles in sole tre tappe, passando fra Zurigo e Lussemburgo e ai mondiali fu nuovamente nei primi dieci. Arrivò anche nono al Giro di Germania e terzo al Campionato di Zurigo.
Nel 1931 partecipò al suo primo Grande Giro, il Tour de France, partendo a sue spese come cicloturista al seguito delle squadre nazionali. In questa corsa Bulla riuscì a vincere tre tappe nonostante i cicloturisti partissero in ritardo rispetto alle squadre nazionali e dopo la sua seconda vittoria di tappa fu in testa all'intera classifica cosa mai accaduta prima per un indipendente né mai più ottenuta da nessuno. Bulla concluse quel Tour al quindicesimo posto, riuscendo di conseguenza a conquistare la vittoria nella categoria indipendenti e ottenendo in complesso, nel corso delle ventiquattro tappe, tre vittorie, due secondi posti, due terzi e altri otto piazzamenti nei primi dieci nelle varie frazioni. Il 1931 lo vide protagonista anche al Giro di Germania che concluse tuttavia senza vincere alcuna tappa e al Campionato di Zurigo che riuscì ad aggiudicarsi.
Nel 1932 non riuscì a ripetersi e al Tour de France ottenne solo un terzo posto nella quindicesima tappa.
Tornò al successo nel 1933 quando riuscì ad aggiudicarsi un paio di corse e vinse il Tour de Suisse. Partecipò anche alla Parigi-Roubaix che terminò undicesimo. Nel 1934 partecipò al suo primo e unico Giro d'Italia dove però non ottenne alcun risultato degno di nota.
Nel 1935 terminò al terzo posto alla Genova-Nizza e quinto al Campionato di Zurigo; partecipò poi alla prima Vuelta a España della storia, conquistando due successi di tappa e arrivando quarto nella classifica generale.
Nel 1936 ottenne una vittoria di tappa al Tour de Suisse che concluse quindicesimo ma sarà l'ultimo successo della sua carriera. Decise infatti di ritirarsi l'anno dopo quando l'Austria venne annessa dalla Germania Nazista. Riprese per qualche tempo dopo la fine del conflitto mondiale, ma all'età di oltre quarant'anni non ottenne più risultati.

## Palmarès
- 1926

Campionati austriaci, Prova in linea
- 1927

Campionati austriaci, Prova in linea
- 1931

Meisterschaft von Zürich
Tour du Lac Léman
Marsiglia-Lione
2ª tappa Tour de France
12ª tappa Tour de France
17ª tappa Tour de France
15ª tappa Giro di Germania
- 1933

2ª tappa Tour de Suisse
3ª tappa Tour de Suisse
Classifica generale Tour de Suisse
- 1934

5ª tappa Tour de Suisse
- 1935

8ª tappa Vuelta a España
10ª tappa Vuelta a España
- 1936

7ª tappa Tour de Suisse (Basilea > Zurigo)

### Altri successi
- 1931

Classifica indipendenti Tour de France
- 1933

Criterium di Lussemburgo
- 1936

Notte di Amburgo (con Frans Slaats)

## Piazzamenti

### Grandi Giri
- Tour de France

1931: 15º
1932: 19º
1933: fuori tempo massimo
1936: ritirato
- Giro d'Italia

1934: 47º
- Vuelta a España

1935: 5º

### Classiche monumento
- Milano-Sanremo

1934: 47º
- Parigi-Roubaix

1933: 11º

### Competizioni mondiali
- Campionati del mondo

Nürburgring 1927 - In linea: ritirato
Budapest 1928 - In linea: 6º
Zurigo 1929 - In linea: 8º
Liegi 1930 - In linea: 10º
Copenaghen 1931 - In linea: 5º
Montlhéry 1933 - In linea: ritirato
Lipsia 1935 - In linea: ritirato
Floreffe 1936 - In linea: ritirato
Reims 1947 - In linea: ritirato